# Královský palác na Bratislavském hradě
Královský palác na Bratislavském hradě je barokní stavba zabírající temeno hradní akropole Bratislavského hradu. Budova paláce, jejíž dnešní vzhled je výsledkem tereziánské přestavby v druhé polovině 18. století, vytváří charakteristický a nezaměnitelný vzhled hradního vrchu.

## Historie

### Prvotní palácové stavby
Existence prvního paláce na hradní akropoli je na základě archeologických nálezů doložena již v první polovině 9. století. Šlo o dvouprostorový objekt postavený na vrcholové plošině areálu hradiště. Koncem 11. století ho doplnila stavba dvouprostorového paláce s cisternou na nádvoří.
Další stavební zásahy byly vyvolány událostmi souvisejícími s tatarským vpádem v roce 1241. I když Bratislavský hrad byl jedním z míst, které se vpádu ubránilo, po odchodu Mongolů král Béla IV. inicioval vybudování pevnosti a zlepšení stavu stávajících opevnění. Stavební fortifikační úpravy se přímo dotkly i hradní akropole v Bratislavě. Z roku 1245 existuje písemná zmínka o stavbě třípodlažní obytné věže, postavené na základech starší palácové stavby. Pro zvýšení obranyschopnosti byla postavena na jihozápadním nároží další stavba, pětipodlažní obranná věž, která se stala nárožní věží nového zděného opevnění kolem areálu hradiště.

### Výstavba paláce za Zikmunda Lucemburského

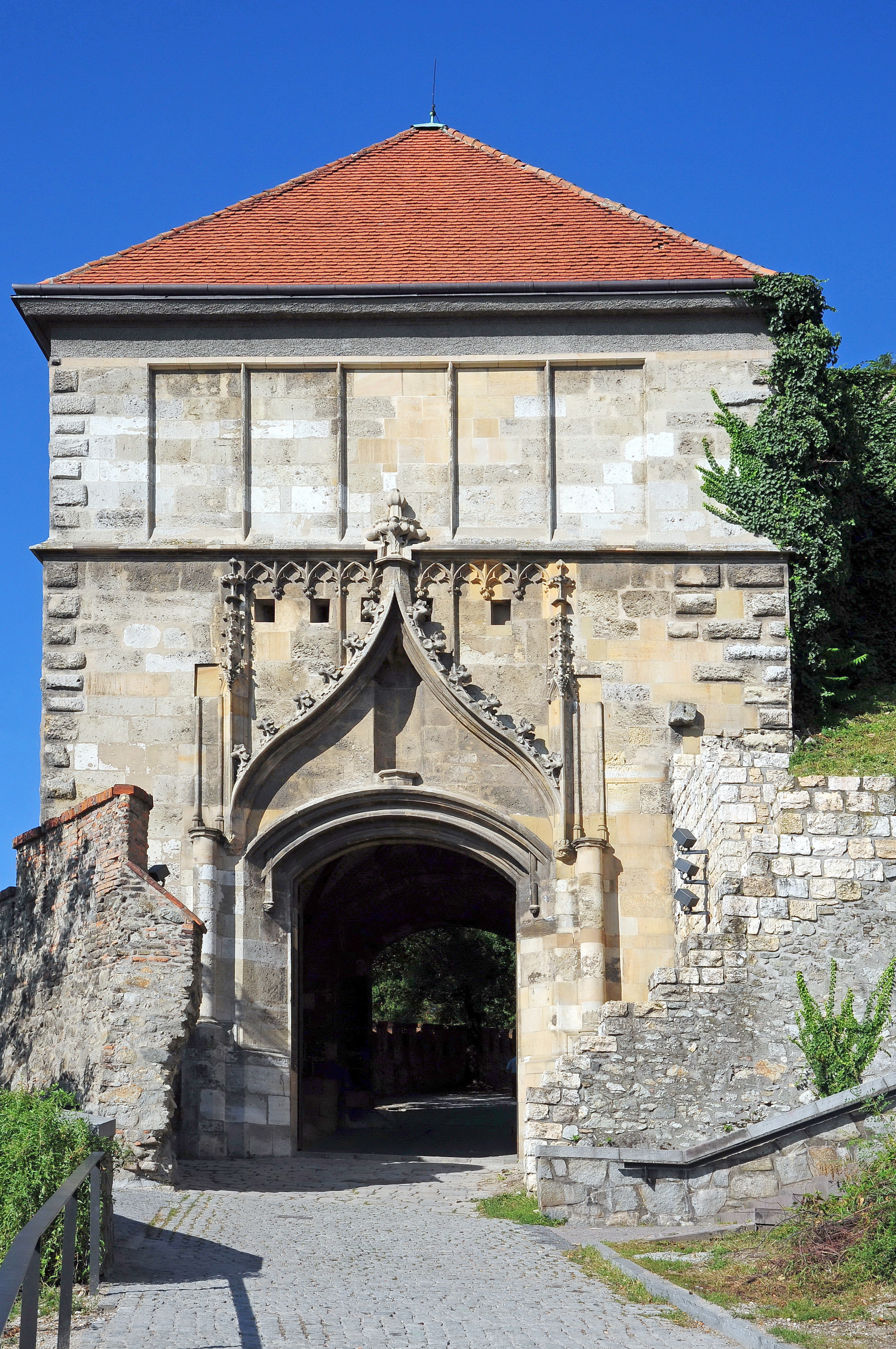
Gotická Zikmundova brána (která však není součástí paláce) je jedním z viditelných pozůstatků gotické stavební aktivity.

Na místě obytné věže z 13. století vznikl v první polovině 15. století dnešní palác. Jeho výstavba souvisí se změnou společensko-politických podmínek fungování uherského státu. Král Zikmund Lucemburský se po počátečním rozsáhlém budování královského sídla v Budíně po roce 1423 rozhodl vytvořit nové mocenské centrum země v Bratislavě. S tím souvisela i stavba nového reprezentativního sídla palácového typu. V roce 1431 se na místě původní obytné věže z poloviny 13. století začalo s výstavbou paláce na hradní akropoli Bratislavského hradu. O tom jaký význam přikládal král stavbě paláce svědčí skutečnost, že na realizaci svého záměru povolal kamenické mistry z blízkého okolí i ze vzdálenějších zemí. Na stavbě se tak prolínaly vlivy bavorské, francouzské, české a uherské gotické stavební školy. Vedoucím stavebních prací se stal mistr Konrád z Erlingu.
Zikmundův palác svou architekturou i dispozičním řešením vycházel z pozdní gotiky. Byl řešen jako čtyřkřídlá dvoupatrová budova půdorysně zabírající tvar nepravidelného obdélníku s vnitřním nádvořím.
Jižní vstupní křídlo, průčelím orientované k Dunaji, obsahovalo v prvním patře královské místnosti s velkým arkýřem nad průjezdem do nádvoří. Hned vedle něj bylo velké schodiště do soukromých prostor panovníka, které byly na východní strany propojeny emporou s kaplí v jihovýchodním nároží paláce. Na průčelí byla okna ukončeny slepými kružbami s plastickou výplní.
Východní křídlo paláce, fortifikačně nejhůře zajištěno, obsahovalo nad sebou ležící velké reprezentační místnosti. V západním křídle, které mělo zeď širokou sedm metrů, byly komory a bývala zde hradní stráž. Západní zeď z vnější strany ukončoval kamenný ochoz. Vzhled severního křídla paláce, pravděpodobně hospodářského zázemí, není příliš známý. Výrazným architektonickým prvkem paláce byl deset metrů široký nádvorní arkýř. Kromě reprezentačních prostor obsahoval palác i prostory méně náročné na architekturu.
Královská obydlí bylo velkolepé, ale jeho gotická podoba zanikla při dalších přestavbách. Interiéry reprezentační a královské části měli pravděpodobně podlahy z červených keramických dlaždic. Stěny místností byly pouze vybělené bez výraznější umělecká výzdoby.
Do palácové architektury byla stavebně začleněna i jihozápadní nárožní věž, dnes známá jako Korunní, která byla současně zvýšena.
Palác byl dostavěn asi v letech 1436–1437. V roce 1437 král Zikmund zemřel a ačkoliv se jím plánovaná stavba hradního paláce nestala královským sídlem, nabyla velký význam ve vývoji profánní architektury horního Uherska.

### Renesanční přestavba

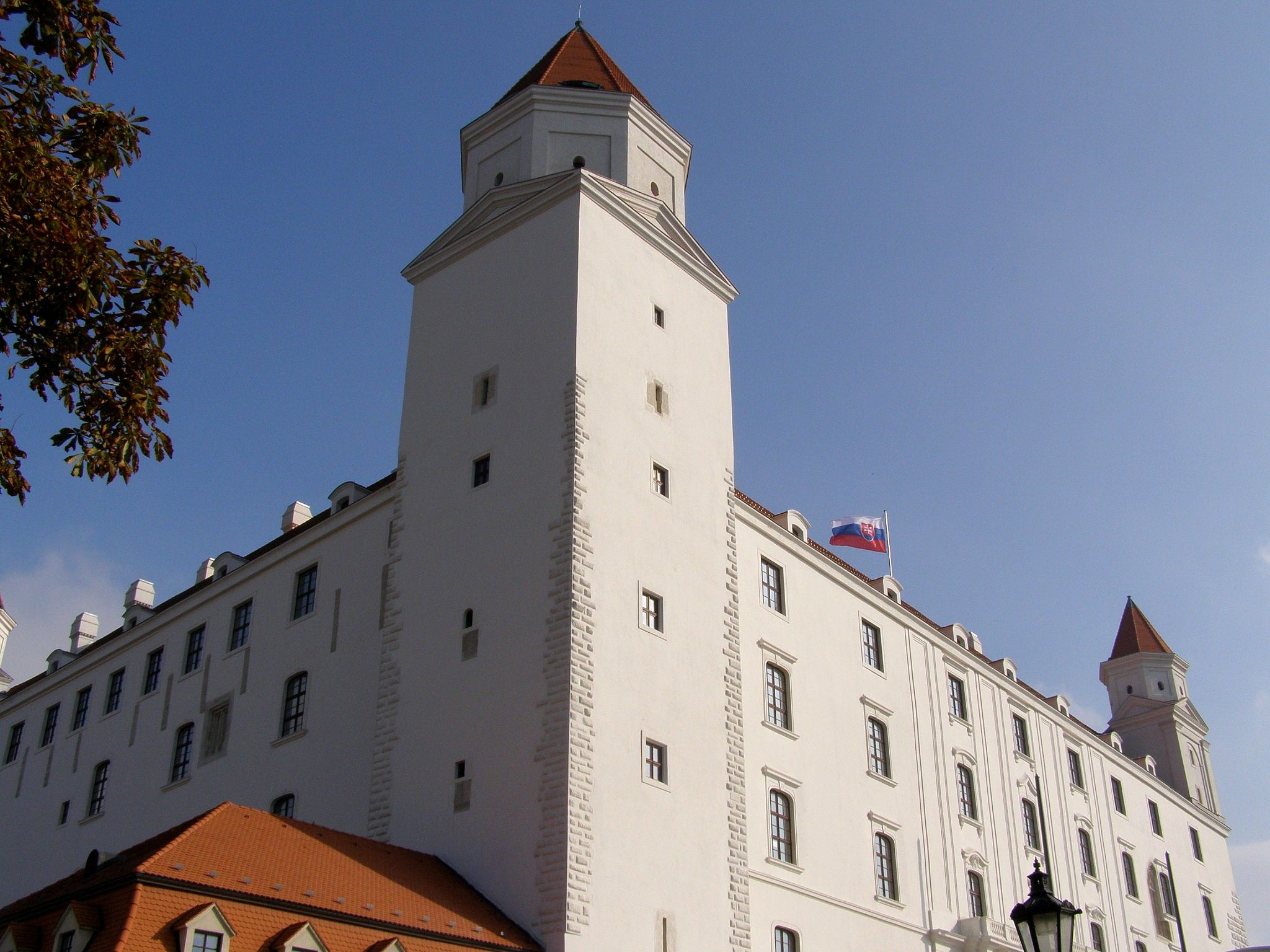
Korunní věž z druhé poloviny 13. století, původně nárožní věž opevnění kolem obytné věže; v 15. století se stala součástí nového paláce

Nové uspořádání politických poměrů ve střední Evropě v první polovině 16. století našlo svůj odraz i na architektonickém ztvárnění paláce na Bratislavském hradě. Katastrofální porážka v bitvě u Moháče v létě roku 1526 byla paradoxně pro Bratislavu požehnáním. Pod hrozbou postupujících tureckých hord se rozprchl budínský královský dvůr. Ovdovělá královna Marie Habsburská se s částí dvora přestěhovala do Bratislavy, která se na následujících tři sta let stala sídelním a korunovačním městem Uherska.
Hradní palác, tak jak jej zanechala gotická přestavba ze začátku 15. století, však nevyhovoval novým společenským podmínkám. Objevila se potřeba přizpůsobit palác dalším různým účelům: ubytování nejvýznamnějších účastníků uherských sněmů (včetně panovníka), od roku 1552 úschovu korunovačních klenotů, umístění některých úřadů (např. županství Bratislavské župy). Tyto funkce přesahovaly možnosti, kterými existující palác disponoval.
V letech 1552–1562 bylo přistoupeno k radikální přestavbě v duchu nového stavebního slohu – renesance. Práce byly svěřeny stavitelům a umělcům ze země jejího původu – Itálie. Z pověření císaře Ferdinanda I. v roce 1552 zpracoval projekt přestavby paláce architekt Pietro Ferrabosco, který už sedm let pracoval ve službách vídeňského císařského dvora. Současně byl pověřen také vedením stavebních prací. Již v roce 1552 se začalo i se samotnými pracemi, které realizovaly stavební mistři výhradně italské národnosti – Bartolommeo Inisgada, Antonio Voltolini, Felice da Pisa a Donato Gratiot, kamenické práce byly svěřeny Francescovi di Giorgio.
Ferraboscovou zásluhou se v paláci změnil dispozice jednotlivých architektonických segmentů – palácových křídel, kde vznikly nové reprezentativnější místnosti a nové schodiště situovaná na okrajích křídel. Gotická okna byla nahrazeny okny s renesančními. Ferrabosco dal také odstranit gotický arkýř v průčelí.
Z tohoto období pochází i jedna z nejkrásnějších částí královského paláce, svou výzdobou přímo odkazujíc na období renesance, královské oratorium. Jeho nejkrásnější částí je štuková klenba doplněna malbami – dílo benátských umělců, malíře Guilia Licinia a sochaře a štukatéra Cesare Baldigara z let 1563–1567. Oratorium bylo spolu s přilehlými prostorami při barokní přestavbě paláce v 17. století jako nepotřebné zazděno a vyplněno stavebním materiálem. Tato necitlivá úprava se nakonec stala pro tuto část hradního paláce záchranou. Oratorium se svou výzdobou přečkalo bez újmy všechny pozdější stavební zásahy jakož i velký požár v roce 1811 a dalších sto čtyřicet let pustnutí. Objeveno a zrenovováno bylo při rekonstrukci paláce v 60. letech 20. století.
Práce na výzdobě kaple a oratoria jsou kompozičně i výtvarným provedením vynikajícím příkladem umění renesance a manýrismu počátku 16. století vytvořeným podle římských předloh. Dnes je tato výzdoba jediným pozůstatkem a ukázkou renesančního stavu nejen hradního paláce ale i celého hradu.
Takto zrealizovaná přestavba však vydržela pouze do začátku 17. století. Již v roce 1616 se ve zprávě o stavu hradního paláce se uvádí vážné stavební poruchy, které by mohly způsobit jeho zhroucení. Tyto i další skutečnosti (vichřice, blesk a poškození paláce při dělostřelbě císařského vojska, které obléhalo hrad obsazen povstalci Gabriela Bethlena) měly za následek nutnost opravy a přestavby hradu.
Tato etapa stavební historie hradního paláce je spojena především s osobou kapitána hradu a pozdějšího bratislavského župana a palatina Pavola Pálfiho. Realizace přestavby probíhala od roku 1635 podle plánů císařského architekta Giovanniho Battisty Carloneho. Výsledkem je podoba paláce Bratislavského hradu jako reprezentačního královského sídla, která, navzdory pozdějším přestavbám (zejména v 18. století), je v podstatě identická s dnešní.
Rohům paláce dominují od této doby čtyři věže; střechy byly sedlové, ale značně vyšší. Do paláce se vstupovalo uprostřed jižního průčelí přes příkop, přes kterou vedl dřevěný most na zděných pilířích. Příkop zůstával i nadále důležitou součástí obranného systému paláce, který měl jako dosud charakter pevnosti se silnými zdmi (místy až sedm metrů), vysoko umístěnými okny a jednoduchou fasádou. V ostrém protikladu k monotónnímu až fádnímu vzezření fasády byla výzdoba interiérů, zejména místností určených pro panovníka a jeho rodinu. Bohatě zdobené stěny čalouněním, freskami a štuky měly dokumentovat reprezentativní funkci paláce. Předpokládá se, že přestavba paláce v této fázi byla hotová kolem roku 1646. Pavel Pálfi se v roce 1650 dočkal uznání v podobě jmenování za doživotního kapitána hradu, bratislavského župana a hrad mu byl propůjčen do trvalého užívání.

### Barokní přestavba
Na začátku 18. století měl hrad spolu s palácem podobu, v jaké ho zanechala přestavba v polovině 17. století. Velmi podrobný popis stavu paláce v tomto období zanechal spis notitas Hungariae novae historico-geographiaca Mateja Bela, který se kromě popisu vnějšího vzezření paláce zmiňuje i o jeho interiérech (např. o malířské výzdobě na prvním patře – cyklu maleb Paula Juvenela z Augsburgu s tématem Apoteóza Ferdinanda II., zbrojnici v severním křídle i o obytných místnostech). Nový impuls stavebního vývoje hradního paláce přineslo tzv. Tereziánské období.

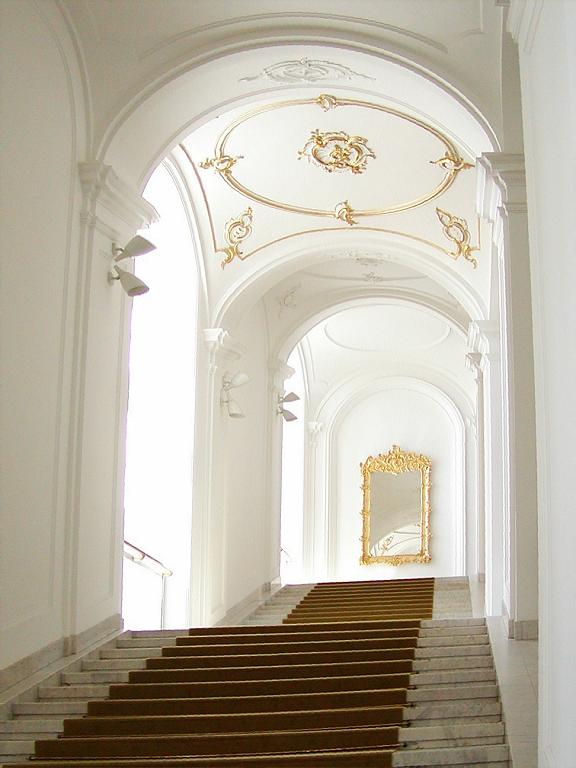
Slavnostní schodiště v paláci je výsledkem barokní přestavby hradu v druhé polovině 18. století

V roce 1741 byla za uherskou královnu korunována Marie Terezie, která uherským stavům přislíbila, že jako jejich panovnice bude sídlit občas i v Uhersku. To bylo důvodem, proč se začalo uvažovat o přestavbě Bratislavského hradu (i paláce) podle novodobých potřeb upřednostňující komfort před funkčností. Panovnice dala v roce 1743 pokyn k přestavbě paláce. Ta se týkala především dispozice vnitřních prostor. Jejím prvním realizátorem byl vídeňský architekt Giovanni Battista Martinelli. Když v roce 1757 zemřel, jeho pokračovatelem se stal významný rakouský architekt Franz Anton Hillebrandt, v té době už hlavní architekt uherské královské stavební komory a osvědčený autor několika honosných přestaveb císařských rezidencí. V letech 1761–1762 provedl úpravy na projektu přestavby Bratislavského hradu od svého předchůdce.
V duchu módních trendů barokního slohu se v letech 1762–1765 realizovala i přestavba paláce. Byly zřízeny místnosti sloužící k většímu pohodlí osazenstva – zábavné místnosti, knihovna, obrazová galerie. Úpravy se dotkly i slavnostního sálu, schodišť, chodeb i soukromých komnat královny, její manžela Františka Štěpána a jejich rodinných příslušníků. Hlavní slavnostní schodiště bylo změněno za prostornější zalomené, čímž dostalo monumentální výraz, který je zachován v podstatě dodnes. Zaklenuto bylo stoupající klenbou, na níž jsou štukové rokokové ornamenty.
V další fázi přistoupil Hillebrandt k přestavbě hlavní fasády paláce, která se týkala především architektonických detailů – změnil se tvar oken, výrazným architektonickým prvkem hlavního průčelí se stal široký balkon nesený barokními volutovými konzolami, na který se vstupovalo ze slavnostní síně, novou podobu dostaly také přístavby strážnice na čestném nádvoří. Vedoucím stavebních prací Hillebrandtovy přestavby byl bratislavský měšťan a stavební mistr František Karel Römisch.
Výzdoba interiérových částí byla výsledkem práce několika umělců. Na výzdobě královské kaple se podílel vídeňský malíř Johann Karl Auerbach (autor štukové výzdoby), nástropní fresku a nový obraz pro hlavní oltář namaloval Joseph Hauzinger. Autory fresek v některých palácových místnostech byli Johann Dietrich a Gaspach Sambach.
1. ledna 1766 se do paláce nastěhoval Alberta Sasko-Těšínského se svou manželkou, který se v Bratislavě ujal funkce uherského místodržícího. I když bylo jeho působení velmi krátké, trvalo pouze patnáct let, přece znamenalo ve stavební historii královského paláce velký přínos.

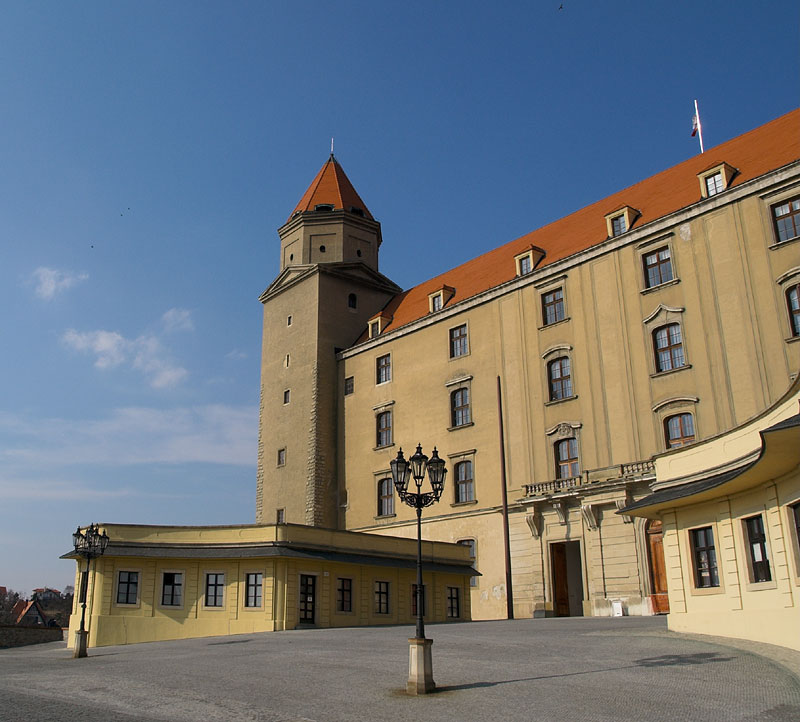
Čestné nádvoří s budovami strážnice je výsledkem stavebních úprav během vlády Marie Terezie

V roce 1781 Albert Saský na příkaz císaře Josefa II. opustil Bratislavu a při této příležitosti se na hradě provedl inventární soupis zařízení paláce, na jehož základě si můžeme udělat představu o bohaté dobové výbavě interiérů. Přestože podstatná část vybavení interiérů byla již odvezena do Vídně, část mobiliáře (kompletní sbírka obrazů, jednotlivé kusy nábytku, čalouněná výzdoba stěn, baldachýny, porcelán, svícny) zůstaly na svém místě. Z malířských prací se zde nacházely např. veduty císařských zámků a města Vídně od Canaletta, rodové portréty členů panovnického rodu od Martina van Meytensa, ve velkém obrazovém kabinetu visely díla Tintoretta, Veronese, Tiziana, Holbeina ml., Bruegela st. a jiných významných umělců. Spolu s uměleckými díly umístěnými v přístavbě královského paláce zvané Terezianum bylo v královském paláci více než tři sta obrazů. Tyto umělecké poklady se staly základem sbírek známé vídeňské galerie Albertina. Patnáctileté působení Alberta Saského jako uherského místodržícího znamenalo pro hrad největší, ale současně poslední období rozvoje.

### Úpadek královského paláce

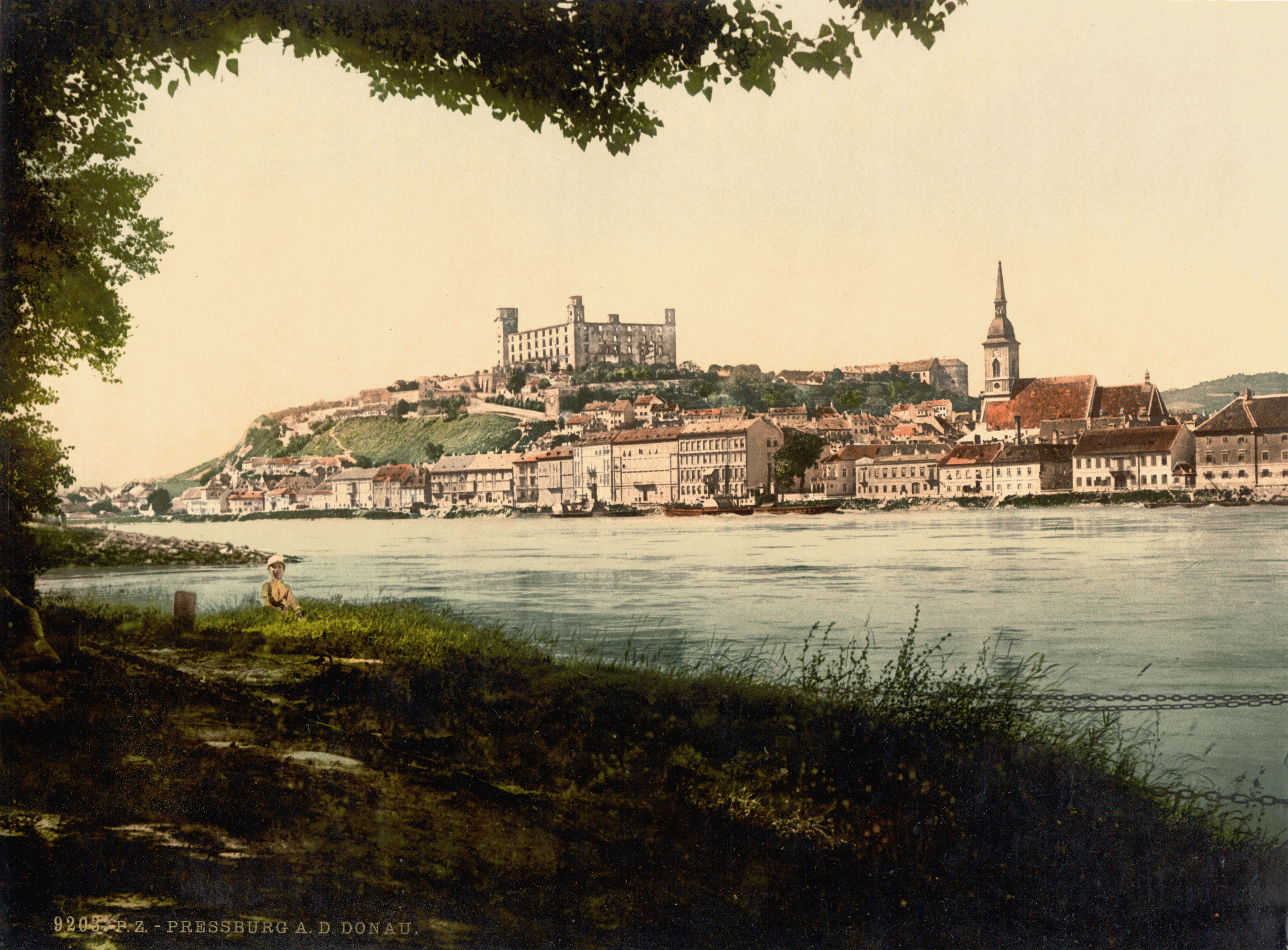
Sto čtyřicet let tvořily palácové ruiny kulisu hradního kopce

Obecně lze říci, že úpadek paláce spolu s hradem začal reformou státní správy císaře Josefa II. Místodrzitelství Uherska bylo zrušeno a s ním i všechny zemské úřady. Po odvezení vybavení paláce (obrazy a část inventáře byly odvezeny do Vídně či Budína) přišly na řadu korunovační klenoty. V roce 1784 byly odvezeny z Prahy a uloženy v klenotnici císařského hradu Hofburg mezi starožitnosti. Ještě v témže roce (1. května) se do královského paláce nastěhovali studenti nově zřízeného generálního semináře – školního zařízení pro výchovu katolického duchovenstva. Stavebními úpravami, které měly palác adaptovat na nové využití byl pověřen Johann Joseph Thalherr. Velmi necitlivými zásahy během stavebních úprav se zničilo mnoho umělecké výzdoby. I přes společenský přínos semináře (vystudovalo na něm mnoho vzdělanců, např. Anton Bernolák) lze toto období označit jako začátek úpadku, který byl završen přidělením hradu vojenské správě.
Následovala úprava paláce pro ubytovny vojáků. Vyvrcholení zkázy hradního paláce přišlo v roce 1811, kdy z nedbalosti vojenské posádky zachvátil palác požár. Podlehla mu nejen stavba paláce, ale i podstatná část podhradí. Jeho ruiny, které se vzápětí staly levným zdrojem stavebního materiálu, zůstaly v takovém stavu dalších sto čtyřicet let.
Teprve v první polovině 20. století se rozproudila debata o dalším osudu paláce a hradu. Na základě architektonické soutěže se měla zřícenina paláce odstranit a nahradit kopií, volně přibližující původní stavbu. Stav se však nezměnil. V roce 1945 se např. zhroutila jedna stěna z vnitřních příček a destrukce zdí díky povětrnostním vlivům a přebujelé vegetaci pokračovala.

### Znovuzrození

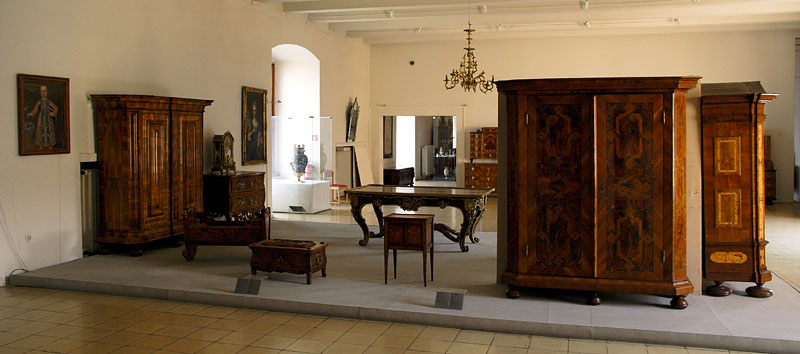
Pohled do muzejní expozice

Teprve v 50. letech 20. století bylo rozhodnuto o obnově hradu. Souběžně mělo dojít i k důkladnému archeologickému a architektonickému průzkumu. Těžištěm obnovy byla stavba paláce, jehož následné využití pro potřeby Slovenského národního muzea mělo navrátit stavbě někdejší slávu.
Stavební práce začaly v roce 1957. Během nich se rozhodlo, že část palácových prostor se má upravit pro reprezentační prostory Slovenské národní rady. V důsledku značné destrukce zdiva paláce bylo často velmi obtížné zrenovovat jej v původním stavu. Přesto rekonstrukce pokračovala. Hlavní důraz uměleckého ztvárnění nových interiérů se v duchu dobových názorů na památkovou obnovu kladl na dotvoření prostor výtvarnými díly, které se staly součástí stavby (mozaiky, tapiserie a olejomalby). Jejich autory byli přední slovenští výtvarníci tohoto období (např. Ľudovít Fulla, Janko Alexy, Martin Benka a další). Druhým aspektem, na který se kladl důraz, bylo zařízení místností, reflektující jejich budoucí využití
Během tohoto období se někdejší královský palác stal svědkem významné události moderních dějin společného státu Čechů a Slováků. V již zrekonstruovaných prostorách byl 30. října 1968 podepsán Ústavní zákon o československé federaci.

## Současnost
Od roku 2008 probíhá na Bratislavském hradě kompletní rekonstrukce areálu včetně hradního paláce, jejímž cílem je navrátit vzhled z období poslední přestavby v 18. století a současně se zviditelnit některé prvky v období gotiky a renesance.

## Popis paláce
Stavba bývalého královského paláce je postavena na půdorysu nepravidelného obdélníku s hlavním průčelím obráceným na jih. Návštěvník vstupující přes hlavní portál prochází čestným nádvořím lemovaným dvěma protilehlými budovami strážnice. Nad hlavním portálem tvoří dominantu průčelí barokní balkon na volutových konzolách. V přízemí paláce, východně od vstupu, je viditelně zazděn vstupní portál z 16. století. Hned za vstupem svědčí tři gotické portály o stavební minulosti stavby. Střed stavby tvoří velké nádvoří, na kterém jsou v dlažbě naznačeny půdorysy staveb přízemního paláce z 12. století a obytné věže z 13. století. Na jihozápadním nároží paláce se vypíná Korunní věž, svou hmotou vystupující z půdorysu stavby. Zbývající tři věže jsou součástí střešní římsy. Střechy po celém obvodu stavby jsou sedlové.
Po projití vstupní arkádové chodby se dostaneme před barokní schodiště, vedoucí k muzejním expozicím. V prvním patře se nacházejí upravené reprezentační prostory. V severním křídle, v prostoru bývalé barokní kaple, je dnes hudební síň.